# Louise de Polastron

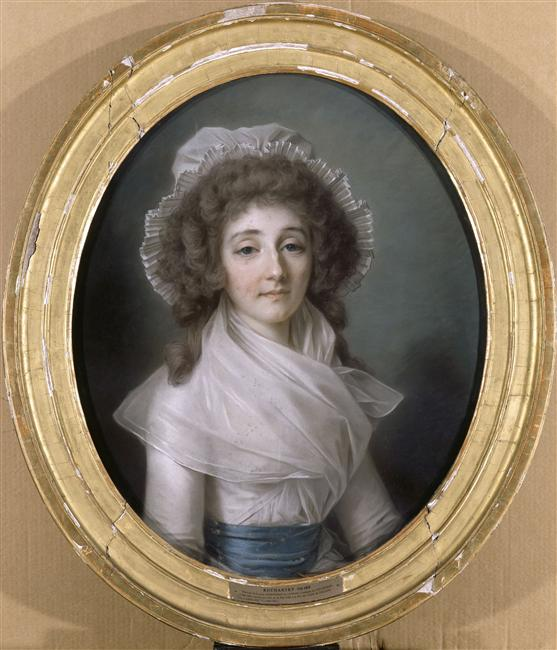
Pastell av Louise d'Esparbès de Lussan av Alexandre Kucharski.

Louise d'Esparbès de Lussan, född 19 oktober 1764 i Bardigues, död 27 mars 1804 i London, var en fransk hovdam, mätress till den framtida Karl X av Frankrike.  Hon var hovdam åt Marie-Antoinette och gift med dennas favorit Yolande de Polastrons bror. Karl ska ha varit djupt och uppriktigt förälskad i henne och gjorde henne till officiell mätress. De hade dock inga barn ihop. Då hon avled i tuberkulos i London svor Karl att avstå från sex och ägna sig åt religion.